# Albert Bauer (Fechter)
Albert Bauer (* 1900; † nach 1951) war ein deutscher Fechter und dreifacher Deutscher Mannschaftsmeister. Er focht erst bei der Frankfurter Turngemeinde, später beim Fecht-Club Hermannia Frankfurt.
Bauer wurde als Sohn des Fechters Heinrich Bauer in eine Fechterfamilie hineingeboren. Der Vater war mehrfacher Sieger bei Turnfesten und den Gauverbandsfesten des Gauverbands mittelrheinischer Fechtklubs. Albert Bauers Onkel sowie mehrere weitere Verwandte fochten ebenfalls. Im Jahr 1919 begann Albert Bauer bei der Frankfurter Turngemeinde mit dem Fechten, 1935 wechselte er zum FC Hermannia Frankfurt.  Mit ihm konnte er 1937 die Deutschen Mannschaftsmeisterschaften im Säbelfechten gewinnen. 1938 war er Mitglied der Florettmannschaft, die ebenfalls bei der Deutschen Meisterschaft siegreich war.
Nach 1938 gab es Kriegsbedingt bis 1951 keine Deutschen Mannschaftsmeisterschaften mehr. Im Jahr 1951 gewann die Mannschaft des FC Hermannia Frankfurt die deutschen Meisterschaften im Florett und Degen. Als Mitglied der Mannschaft wurde Bauer am 7. Dezember 1951 mit dem Silbernen Lorbeerblatt ausgezeichnet.